# Großer Sternberger See
Der Große Sternberger See liegt etwa 25 Kilometer nordöstlich von Schwerin. Er ist Teil der Sternberger Seenlandschaft. Der See gilt als sehr fischreich, das Wasser ist sehr klar. Die durchschnittliche Tiefe beträgt drei Meter.
Die Ufer sind meist schlecht erreichbar und schilfreich. In der am Ufer befindlichen Stadt Sternberg befinden sich ein Wasserwanderrastplatz und ein Freibad.

## Geografie
Der See wird von der Mildenitz durchflossen, die am nordwestlichen Ende über ein Wehr beim Ort Sternberger Burg den See verlässt. Nördlich des Sees mündet die Mildenitz in die Warnow. 
Über schmale Durchfahrten ist der See mit dem Trenntsee und Groß Radener See verbunden. An letzterem liegt die Slawenburg Groß Raden. Zusammen haben die Seen eine Fläche von 5,5 km².